# (6588) 1985 RC4
(6588) 1985 RC4 (1985 RC4, 1986 WF7, 1988 FO) — астероїд головного поясу, відкритий 10 вересня 1985 року.
Тіссеранів параметр щодо Юпітера — 3,282.